# Papageien-Schlauchpflanze
Die Papageien-Schlauchpflanze (Sarracenia psittacina) ist eine fleischfressende Pflanzenart aus der Familie der Schlauchpflanzengewächse (Sarraceniaceae). Sie ist im äußersten Südosten der USA heimisch und unter den Schlauchpflanzen von ungewöhnlicher Gestalt.

## Beschreibung
Das Rhizom ist bis zu 1 Zentimeter dick und wächst in der Regel senkrecht. Typisch für die Pflanze sind die in einer horizontal bodenständigen Rosette angeordneten, röhrenförmigen Schläuche, an deren Ende eine hohle, halbkreisförmige Haube steht. Die Schläuche sind 10 bis 25, selten bis 40 Zentimeter lang und 1 bis 4 Zentimeter breit. An ihrem achszugewandten Ende findet sich mittig ein kleiner, nach innen geöffneter Kragen. Die Ala ist  2 bis 35 Millimeter breit, sie verbreitert sich wellenartig vom Blattansatz her zum Mittelpunkt und wird dann wieder schmaler zum äußeren Ende. Die Schläuche sind – je nach Beschattung – unterschiedlich ausgefärbt, bei einer sehr starken Beschattung grün, ansonsten ist das Laub rötlich-grün bis tiefrot, mit roter Nervatur und weißen, sogenannten Areolen von der Haube bis zum oberen Ende des Schlauches. Letztere lassen Licht ins Innere einfallen und desorientieren so gefangene Beutetiere, zur weiteren Unterstützung des Fangs weist das Innere der Schläuche eine längere Behaarung auf, die die Schläuche wie Reusen funktionieren lassen.

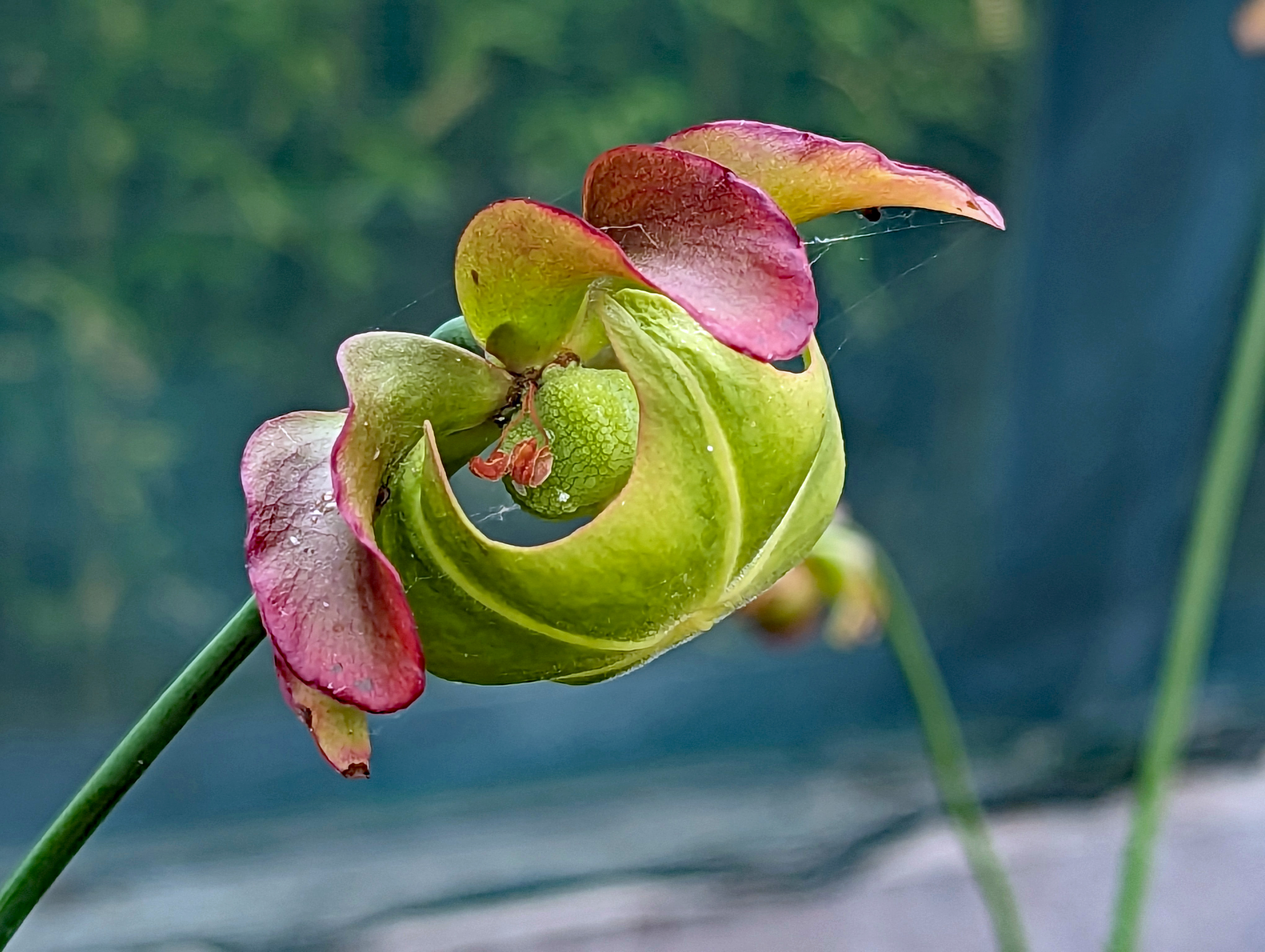
Blüte der Papageien-Schlauchpflanze

Die leicht süß riechenden, tiefroten Blüten erscheinen Ende März bis Mai und sitzen an einem 25 bis 45 Zentimeter langen Blütenstängel. Die 2 bis 4 Zentimeter im Durchmesser messenden Blüten besitzen 2 bis 3 Zentimeter lange, rundliche Kronblätter (Petalen), die Kelchblätter sind ebenfalls tiefrot und leicht gefleckt.

## Verbreitung
Sie ist an der Südostküste der USA vom südöstlichen Georgia über den Florida Panhandle bis in das äußerste südöstliche Louisiana heimisch. Die Pflanze bevorzugt zeitweise überschwemmte Ränder von Teichen oder kleinen Fließgewässern, zu Überschwemmungszeiten lebt sie halb aquatisch.

## Systematik und botanische Geschichte
Die Art wurde 1803 durch André Michaux erstbeschrieben. Der Artname ist vom griechischen psittakos für „Papagei“ hergeleitet und verweist auf die Ähnlichkeit der Blätter mit dem Schnabel eines Papageien. Untertaxa fehlen. Morphologisch steht die Art der Kobra-Lilie Darlingtonia californica nahe, ob dies auf eine evolutionäre Verwandtschaft hinweist, ist nicht hinreichend erforscht.